# 小山流
小山流（おやまりゅう）とは、津軽三味線の流派のひとつ。津軽三味線界有数の大組織である。開祖は初代小山貢（現・小山貢翁）、現在の家元は、小山貢 (二代目)。津軽三味線用の楽譜を初めて公刊した。また津軽三味線合奏を創始したのもこの小山流であると言われる。1992年、名称を「小山会」と改めた。

## 歴史
- 1963年 - 津軽三味線小山流として、小山貢翁が創始。初めての小山流名取が誕生。
- 1965年 - 日本郷土民謡協会に所属。
- 1966年-  2月27日、目黒公会堂にて第一回発表会。一曲目は「山中節」であった。
- 1975年 - 初めての孫名取が誕生。
- 1977年 - 邦楽社より、津軽三味線小山貢民謡集を出版。津軽三味線界では事実上初めての楽譜集となる。
- 1992年 - 名称を小山会と改める。

## 歴代家元
- 初代 - 小山貢（現・小山貢翁）
- 二代目 - 小山貢 (二代目)（現・家元）
- 三代目 - 小山豊

## 特徴
口伝の多かった三味線の世界で楽譜を初めて公刊し、楽譜で教えるスタイルと、撥のヒラキが広がっている、叩きつけたまま撥を戻さない、インテンポな奏法などに特徴がある。

## 主な奏者
- 小山豊
- 小山貢山